# 托米奇号护航驱逐舰
托米奇号护航驱逐舰（英語：USS Tomich，舷号：DE-242），是美国海军于第二次世界大战期间建造的一艘埃德索尔级护航驱逐舰，其舰名取自在珍珠港事件中阵亡的荣誉勋章获得者皮特·托米奇。
该舰由O·L·哈蒙兹（O. L. Hammonds）女士冠名，于1942年9月15日在德克萨斯州休斯敦布朗造船公司铺设龙骨，随后于12月28日下水。1943年7月27日，托米奇号正式服役，交由哈德莱·A·赫尔（Hadlai A. Hull）少校指挥。

## 设计与装备
埃德索尔级护航驱逐舰的设计与巴克利级护航驱逐舰类似，均采用长船体并建有较高的舰桥。该级护航驱逐舰配备3英寸（76毫米）50倍径单装主炮，后续曾计划更换为5英寸（127毫米）38倍径主炮，但最终没有实际执行。该级护航驱逐舰由4台费尔班克斯-莫尔斯38D8-1/8-10内燃机提供动力，总功率最高可达6000匹马力，最高航速21节。其燃料舱可携带312吨重油，在12节航速下航程可达11000海里。此外，该级舰船还配备有较完善的侦查搜索系统，包括SL或SU水面雷达、SA对空雷达、QC声呐系统以及用于监听潜艇无线电的HF/DF天线。

## 服役历史
1943年8月12日，托米奇号离开加尔维斯顿并于次日抵达新奥尔良。19日，她出发前往百慕大进行为期4周的试航调整训练。9月23日，她与法夸尔号护航驱逐舰一同护送梅里马克号油轮前往弗吉尼亚州诺福克，之后继续南下南卡罗来纳州查尔斯顿。10月9日，托米奇号前往古巴训练，并于12日抵达关塔那摩湾。5天后，她护送乔治·华盛顿号邮轮前往牙买加金斯敦，抵达目的地后随即返航古巴。17日，她被调往搜寻先前失联的剑鱼号潜艇，相关工作一直持续到22日但没能取得任何成果。
10月28日，托米奇号护送梭鱼号潜艇由汉普顿锚地前往诺福克。30日，她启程返回古巴但很快于11月5日再次北上停靠诺福克。9天后，托米奇号护送UGS-24船团跨越大西洋前往法属摩洛哥，12月2日，任务完成，她随即驶离卡萨布兰卡开启返航之旅，最终于圣诞节清晨抵达纽约。之后，托米奇号驶入布鲁克林造船厂进行检修。
1944年1月5日，托米奇号离开船厂前往蒙托克参加炮术与反潜训练。5天后，她再次前往诺福克并于当地加入第63特遣舰队，护送UGS-30船团前往卡萨布兰卡。抵达目的地后，她短暂脱离舰队独自前往直布罗陀，2月4日，她离开英国皇家海军基地并于次日加入返航舰队。8日，托米奇号被派往亚速尔群岛护送2艘商船归队。17日，她再次离开舰队，单独护送马塔波尼号油轮和1艘商船前往百慕大。22日，托米奇号返回纽约。
3月5日，托米奇号启程前往新泽西州贝永接受脱磁处理，随后前往蒙托克训练船员，最终于11日返回诺福克。2天后，托米奇号跟随UGS-36船团前往突尼斯。3月30日，舰队穿越直布罗陀海峡进入地中海，次日傍晚，托米奇号使用声呐追踪到一个可疑目标，她随即进入戒备状态并前往特定阵位。之后，她与黑天鹅号单桅船一同开展了反潜巡航并在途中发动了数轮攻击。凌晨4时许，托米奇号重返舰队，但她很快在左舷方向发现敌机，约10分钟后，托米奇号对空开火，此后的20分钟内，德军Ju-88轰炸机发动了攻击，但在猛烈的防空火力压制下未能取得战果。
托米奇号随后跟随GUS-36船团返航，但她很快于4月13日离队前往阿尔及利亚瓦赫兰接受紧急检修，确认无误后，她于次日重新加入舰队。5月2日，托米奇号驶抵纽约维修，随后前往卡斯柯湾训练船员。20日，她在诺福克加入第64特遣舰队，护送UGS-43船团前往比塞大。舰队抵达北非海岸后，托米奇号离队前往护送正在拖曳门杰斯号护航驱逐舰的加勒比人号拖船，二者顺利抵达亚速尔群岛后，托米奇号返回舰队。
7月，托米奇号进行了例行检修和训练。8月1日，她再次由诺福克出发护送UGS-50和GUS-50船团跨越大西洋，返回美国后，她继续参加巡航和训练任务。10月10日，托米奇号抵达昆赛特角，随后她与梭子鱼号潜艇及附近海军航空站的飞机一起开展了一系列雷达和反潜武器测试。13日，托米奇号离开测试场地返回卡斯柯湾继续训练。
11月7日，托米奇号加入科尔号护航航空母舰所在猎潜大队，她们很快由汉普顿锚地启航前往百慕大训练并于10日顺利抵达目的地。12月6日，舰队返回纽约，之后一段时间，托米奇号都在美国东岸执行反潜巡逻任务。
1945年5月至6月，托米奇号在波士顿海军造船厂进行了大修，随后她离港前往加勒比地区。7月16日，托米奇号离开关塔那摩湾，经巴拿马运河进入太平洋，26日，她顺利抵达圣迭戈。31日，她再次启程前往夏威夷，最终于8月7日抵达珍珠港。日本投降后，托米奇号被派往西太平洋执行任务，她于8月29日进驻塞班岛，但很快就于9月1日离港，前往小笠原群岛接替赫尔姆号驱逐舰的海空救援任务。在硫磺岛短暂补给后，托米奇号开始往返冲绳、塞班岛等地执行相关任务。1946年1月13日，托米奇号抵达青岛，此后数个月内她都在中国沿海活动。4月10日，她由上海出发返回美国，21日，她顺利抵达珍珠港，随后便穿越巴拿马运河前往南卡罗来纳州查尔斯顿准备退役。
9月4日，托米奇号进入杰克逊维尔进行最后的准备工作，20日，她在格林科夫斯普林斯正式退役。1972年11月1日，托米奇号自美国海军除籍，随后于1974年1月18日被出售拆解。

## 荣誉
托米奇号服役期间所获荣誉如下：
|  |             |  |
|  | Bronze star |  |

| 战斗行动奖章 （追授） | 美国战役奖章 |

| 亚太战役奖章 | 欧洲-非洲-中东战役奖章 （1枚战斗之星） | 第二次世界大战胜利奖章 |

## 历任舰长
| 姓名       | 译名          | 军衔 | 任职时间                    |
| ---------- | ------------- | ---- | --------------------------- |
|            | 哈德莱·A·赫尔 | 少校 | 1943年7月27日               |
|            | 查尔斯·B·布朗 | 少校 | 1943年12月                  |
|            | 里德·惠特尼   | 上尉 | 1945年6月12日-1946年9月20日 |
| 参考文献： |               |      |                             |